# Corozal (Porto Rico)
Corozal é uma municipalidade (município) de Porto Rico, localizado na região centro-leste, a norte de Orocovis e Barranquitas; a sul de Vega Alta, a sudoeste de Toa Alta, a leste de Morovis e Orocovis e a oeste do Naranjito. Corozal está espalhada por 12 alas e Pueblo Corozal (O centro da cidade e do centro administrativo da cidade). É parte da Área Metropolitana de San Juan - Caguas - Guaynabo.